# یواس‌اس ال‌اس‌تی-۶۲۲
یواس‌اس ال‌اس‌تی-۶۲۲ (به انگلیسی: USS LST-622) یک کشتی بود که طول آن ۳۲۸ فوت (۱۰۰ متر) بود. این کشتی در سال ۱۹۴۴ ساخته شد.